# 蓝衣忏悔者小堂 (萨拉拉卡内达)

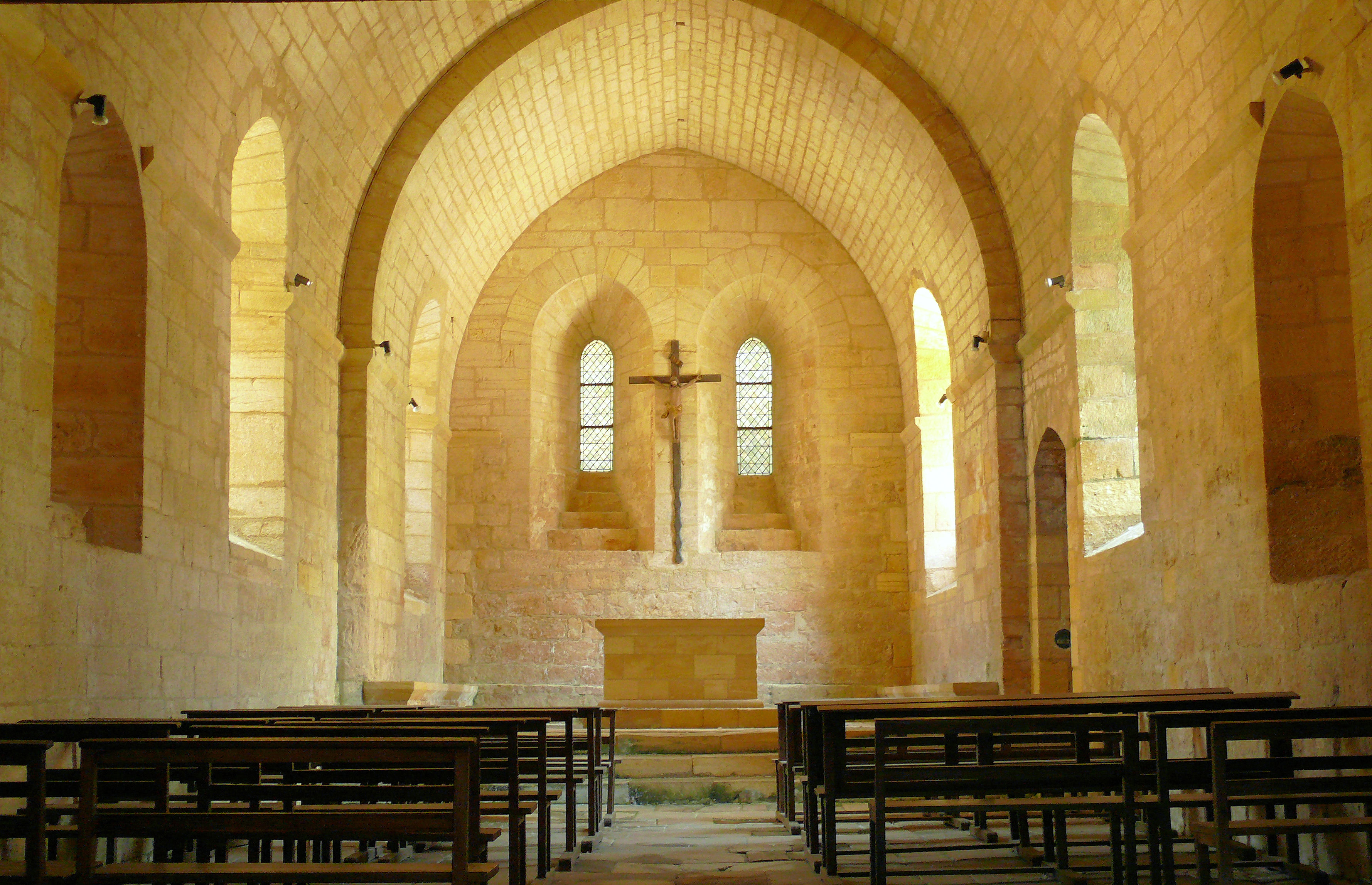

蓝衣忏悔者小堂（Chapelle des Pénitents bleus）或圣本笃小堂（Chapelle Saint-Benoît）是一座天主教小圣堂，位于法国新阿基坦大区多尔多涅省萨拉拉卡内达。

## 历史
蓝衣忏悔者小堂可能起源于十二世纪末期，属于本笃会。它在十六世纪受到破坏，十七世纪重建。小堂为罗马风风格，有非常简单的长方形平面。21米长，6米宽，墙壁厚1.2米。
萨尔拉拉卡内达的蓝衣忏悔者兄弟会成立于1608年。
该建筑于1944年3月14日列为法国历史古迹。这座小堂于1968年由历史古迹总建筑师Yves-Marie Froidevaux修复。